# John Marshall (natation)
Pour les articles homonymes, voir John Marshall et Marshall.
John Birnie Marshall (né le 29 mars 1930 à Bondi dans la banlieue de Sydney et mort le 31 janvier 1957 à Melbourne) est un nageur australien spécialiste des épreuves de demi-fond et de fond en nage libre de la fin des années 1940 à son décès accidentel en 1957. En trois participations aux Jeux olympiques, il a remporté deux médailles, à Londres en 1948. Peu après, il part étudier aux États-Unis et connaît une période faste en battant de nombreux records du monde en 1950 et 1951.

## Biographie
Né le 29 mars 1930 à Bondi dans la banlieue de Sydney, John Marshall est le fils d'Alexander St Andrew McLean Marshall étalagiste de son métier et ancien champion d'Australie-Occidentale de surf. Peu après sa naissance, la famille Marshall déménage à Perth puis, quelques années plus tard, à Melbourne. Sportif, le jeune John Marshall y pratique au niveau scolaire le cricket, le football, l'athlétisme et la natation sportive. Plus attiré par cette dernière discipline, il rencontre en 1944 Tom Donnett, entraîneur renommé à Melbourne, qui lui permet d'améliorer sa technique de nage. Des tests réalisés plus tard durant sa carrière aux États-Unis démontreront les exceptionnelles qualités physiologiques du nageur, une souplesse remarquable et un volume systolique peu commun. En décembre 1945, il remporte son premier titre régional à l'occasion des championnats de l'État de Victoria sur 1 mile. À 16 ans, il s'illustre cette fois lors des Championnats d'Australie 1947 en remportant tous les titres mis en jeu du 220 yd au 1 650 yd nage libre. L'année suivante, il est sélectionné pour participer aux Jeux olympiques organisés en août à Londres, les premiers en douze années en raison des événements de la Deuxième Guerre mondiale.
En finale du 1 500 m nage libre olympique, c'est l'Américain James McLane qui réalise le meilleur début de course, accroissant son avance à huit secondes au tiers de course quand Marshall se positionne troisième derrière le Hongrois György Mitró. Le deuxième tiers est à l'avantage de l'Australien qui revient juste après son vis-à-vis aux 1 100 mètres. Ce dernier ré-accélère alors et remporte la course en 19 min 18 s 6, presque treize secondes plus rapidement que son dauphin Marshall, Mitró prenant la médaille de bronze à près de 25 secondes. Cette médaille d'argent est la seule deuxième place individuelle non obtenue par les Américains déjà lauréats de toutes les médailles d'or chez les hommes. Peu après la finale, la nouvelle du temps réalisé le jour-même à Tokyo par le Japonais Hironoshin Furuhashi parvient au stade nautique londonien. Lors de son championnat national, Furuhashi, qui ne peut participer aux Jeux en raison de l'exclusion de son pays pour son rôle joué durant la guerre, couvre en effet le 1 500 m en 18 min 37 s, soit 41 secondes de moins que le champion olympique de Londres. Trois jours avant ce 1 500 m, il participait déjà avec réussite au 400 m en décrochant la médaille de bronze derrière le duo américain William Smith–James McLane.
Peu de temps après le rendez-vous olympique, l'Australien décide de traverser l'Océan Pacifique et d'intégrer aux États-Unis l'Université Yale basée à New Haven, et son club des Bulldogs. C'est Robert Kiphuth, entraîneur au sein de ce club de James McLane, qui convainc Marshall de rejoindre son groupe d'entraînement car impressionné par les dispositions du jeune homme aux Jeux de Londres. En quelques mois, sous la houlette de Kiphuth, John Marshall termine sa croissance, gagne du poids et enlève 16 secondes à son record personnel sur 440 yd nage libre. Viennent les années 1950 et 1951 qui voient John Marshall aligner 19 records du monde dont une majorité battus en bassin de 25 yd, et donc difficilement reconnaissables aujourd'hui.
Au mois de 1950, Marshall remporte trois titres en nage libre à l'occasion des championnats nationaux en salle organisé par l'Amateur Athletic Union, ceux des 220 et 440 yards, ainsi que celui du 1 500 m, battant au passage quatre records du monde,. Durant cette compétition et quelques semaines durant, le nageur multiplie les records du monde notamment sur 200 m nage libre (2 min 4 s 6) ou sur 400 m nage libre (4 min 26 s 9), performances réalisées en mars 1950. Durant cette période, il éclipse les temps du Japonais Hironoshin Furuhashi, meilleur compétiteur de nage libre de la fin des années 1940 et référence mondiale alors,. Passé cette période faste, John Marshall ne retrouvera plus jamais son meilleur niveau. Moins souverain aux États-Unis, il ne parvient pas à confirmer ses références chronométriques aux Jeux olympiques de 1952 organisés à Helsinki. Sur 400 m nage libre, l'Australien n'atteint pas la finale en échouant à se qualifier au stade des demi-finales à l'issue desquelles il ne pointe qu'au quinzième rang global. Avant cette épreuve remportée par le Français Jean Boiteux, l'Australien était pourtant détenteur du record du monde. Également aligné sur 1 500 m nage libre, Marshall termine dernier de la finale à plus d'une minute et 23 secondes de l'Américain Ford Konno.
En 1954, il retourne en Australie où il est embauché au sein de l'entreprise de pneumatique de l'ancien nageur Frank Beaurepaire. Quelque temps plus tard, il épouse une championne de plongeon[Laquelle ?]. Aux Jeux olympiques de 1956 qu'organisent la ville australienne de Melbourne, il s'aligne en papillon, style de nage nouvellement séparé d'une brasse désormais réglementée. En finale du 200 m papillon, il termine cinquième à un peu plus de trois secondes du podium.
Quelques semaines après les Jeux olympiques, il est victime d'un grave accident de la route et décède six jours après le 31 janvier 1957 laissant derrière lui une épouse et un fils de sept mois. En 1973, l'International Swimming Hall of Fame l'intègre à son panthéon de la natation mondiale,.

## Palmarès

### Jeux olympiques
| Épreuve / Édition    | Londres 1948         | Helsinki 1952                           | Melbourne 1956  |
| 400 m nage libre     | Bronze 4 min 47 s 7  | 15e temps des demi-finales 4 min 50 s 3 | —               |
| 1 500 m nage libre   | Argent 19 min 31 s 3 | 8e 19 min 53 s 4                        | —               |
| 200 m papillon       | —                    | —                                       | 5e 2 min 27 s 2 |
| 4 × 200 m nage libre | —                    | 10e temps des séries 9 min 1 s 4        | —               |